# المكتب الرئيسي لموظفي إس إس
المكتب الرئيسي لموظفي إس إس (بالألمانية: SS Personalhauptamt)‏ كان مسؤولاً عن إدارة شؤون الموظفين فيما يتعلق بجميع قادة وضباط شوتزشتافل (SS) في ألمانيا النازية . وشمل ذلك ألجيماينه إس إس (General SS) وفافن إس إس و الشرطة الأمنية الألمانية (SD؛ خدمة الأمن)، وتحديدا تلك المسائل المتعلقة بالتعيين والترقية والإقالة، ولكن أيضًا المسائل التنظيمية وعمليات النقل والتدريب. كان مسؤولا عن معالجة التوصيات للزينة. كان المكتب مسؤولًا أيضًا عن قائمة أقدمية SS ( Dienstaltersliste )، ومنح SS-Ehrenring (SS Honor Ring) و Degen (SS Honor Sword)، وعين أيضًا أعضاء في ألجيماينه إس إس. كان رئيس المكتب هو س س - جروبنفهر والتر شميت حتى عام 1942، تلاه إس إس- أوبر غروبن فوهررو ماكسيميليان فون هيرف. تمت مراقبة المكتب عن كثب من قبل -زعيم الرايخ إس إس هاينريش هيملر.   

## التنظيم
يتألف المكتب من قسمين رئيسيين: 
- ضابط الموظفين
- استبدال الضابط

## الحواشي
1. ↑  Steiner 2013.
2. ↑  Lepage 2014.
3. ↑  United States. War Dept/Stephen E. Ambrose (26 يونيو 2006). "Handbook on German military forces". مؤرشف من الأصل في 2020-03-06.
4. ↑  Lumsden 2009.